# Zrost opóźniony
Zrost opóźniony (ang. delayed union) – rodzaj zaburzeń zrostu kości.

## Kryteria rozpoznania
Postawienie rozpoznania zrostu opóźnionego nie jest łatwe. O zroście opóźnionym mówi się, jeśli obserwowane cechy gojenia miejsca złamania nie są tak zaawansowane, jak można by się spodziewać na podstawie lokalizacji (dana kość) i typu złamania.
Jeśli po upływie 3–6 miesięcy od urazu (złamania kości) nie ma wystarczających cech zrostu kostnego (szczególnie na zdjęciach rentgenowskich) – można rozpoznać zrost opóźniony.
Przyczyny pojawienia się zrostu opóźnionego są takie same jak w przypadku stawu rzekomego.

## Leczenie
Leczenie zrostu opóźnionego jest indywidualne dla danego pacjenta. Często podejmuje się próbę leczenia zachowawczego, która może przynieść dobry efekt. Należy przeanalizować przyczyny zaburzeń zrostu w danym przypadku i podjąć próbę modyfikacji tych czynników, które są zależne od pacjenta (np. zaprzestanie palenia tytoniu, uregulowanie poziomu glikemii, zadbanie o właściwą dietę). Ważne jest również: chodzenie z właściwym obciążaniem kończyny, zadbanie o odpowiednie ćwiczenia fizyczne i kinezyterapia. Czasami konieczne jest zastosowanie czasowego unieruchomienia kończyny w gipsie lub ortezie. Niektóre badania dowodzą skuteczności elektrostymulacji i terapii ultradźwiękowej oraz czynników wzrostu w leczeniu zaburzeń zrostu. Gdy leczenie zachowawcze nie przynosi efektu, wówczas konieczne może być zastosowanie leczenia operacyjnego. Metody tego leczenia są takie jak w przypadku stawu rzekomego.  
Do innych rodzajów zaburzeń zrostu należy: staw rzekomy (ang. nonunion lub pseudoarthrosis), zrost w nieprawidłowym ustawieniu (ang. malunion) i zakażony staw rzekomy (ang. infected nonunion).